# Bród (Huta Żelechowska)
Bród – część wsi Huta Żelechowska w Polsce położona w województwie mazowieckim, w powiecie garwolińskim, w gminie Żelechów.
Bród położony jest nad rzeką Wilgą.
W latach 1975–1998 Bród administracyjnie należał do województwa siedleckiego.